# Messier 52
Messier 52 (M52 ili NGC 7654) bogat je otvoren skup u zviježđu Kasiopeji.
Charles Messier otkrio je skup u rujnu 1774. kada je promatrao komet u blizini.

## Svojstva
M52 ima 193 zvijezde koje su potencijalni članovi skupa. Udaljenost skupa otprilike iznosi 5000 ly, kutni je promjer otprilike 13', a stvaran promjer skupa otprilike 19 ly.
Najsjajnija je zvijezda magnitude + 7.77 i spektralnoga tipa F7. Većina zvijezda magnitude je + 11 i pripada u spektralni tip B.
Starost skupa je procijenjena na oko 35 milijuna godina.
U blizini skupa nalazi se maglica NGC 7635 ili Maglica Mjehur.

## Amaterska promatranja
Ukupan prividni sjaj skupa je + 7.3 magnituda. Skup je moguće lako uočiti u dvogledu i manjim teleskopima. Veći teleskop, oko 200 mm u promjeru, pokazat će bogat otvoreni skup sa stotinjak zvijezda na hrpi. Nadimak za ovaj skup je sol i papar. M52 se nalazi u pojasu Mliječne staze pa je okružen mnogobrojnim pozadinskim zvijezdama i otvorenim skupovima. Za promatranje je zato najbolje imati teleskop s velikim vidnim poljem.

## Vanjske poveznice
- Fotografija Vida Nikolića  Arhivirana inačica izvorne stranice od 30. rujna 2007. (Wayback Machine)
- Skica M52